# Raul Meireles
Pour les articles homonymes, voir Meireles.
Raul Meireles, né le 17 mars 1983 à Porto, est un footballeur international portugais.

## Biographie

### Club

#### FC Porto
Homme providentiel de Porto durant six saisons, il est le piston du côté gauche. À la fois milieu et ailier, ses frappes, sa vision de jeu et son sens du placement sont ses principales caractéristiques.

#### Départ pour Liverpool
Il est suivi par de nombreux clubs européens mais s'engage finalement le 29 août 2010 en faveur de Liverpool pour 4 ans et la somme de 14 millions d'euros. Il commence un début d'année 2011 exceptionnel avec les Reds en inscrivant 5 buts en 5 journées consécutives (23, 24, 25, 26 et 27e journée) dont un face au tenant du titre Chelsea (victoire 1-0).

#### Chelsea
Lors de la saison 2011-2012, il rejoint dans les dernières secondes du mercato le club de Londres, Chelsea FC pour environ 13,5 millions d'Euros. Il porte le numéro 16.
Lors de sa première et seule saison au club, Meireles ne bénéficie pas complètement d'une place de titulaire puisqu'il est utilisé par son entraîneur partout au milieu de terrain et Ramires, Oriol Romeu ou encore Frank Lampard lui seront quelquefois préférés. Il marque son premier but pour le club face à Genk en Ligue des champions (5-0) et son deuxième face au leader Manchester City à Stamford Bridge (2-1 pour les Blues). Lors de la demi-finale de la Ligue des champions Meireles s'illustre comme un cador de l'effectif londonien en faisant deux magnifiques matchs aller et retour contre le FC Barcelone.

#### Fenerbahce
Le 3 septembre 2012, Meireles s'engage pour 4 ans en faveur du club turc de Fenerbahçe, moyennant un transfert de 10 millions d'euros. Il contribue à la victoire de son équipe contre Mönchengladbach, le 4 octobre 2012, en inscrivant le deuxième but des Canaris jaunes, d'une frappe surpuissante lointaine (victoire 4-2 finalement). Lors d'un match de championnat contre Galatasaray, il est exclu par l'arbitre après avoir craché sur lui. Il est alors suspendu durant 11 matchs par la ligue de football turque.
Suspension qui sera réduite à 4 matchs, la commission d'appel a conclu qu'il ne lui a pas craché dessus, cependant l'amende de 8 400 euros a été confirmée. Lors d'un match de Ligue Europa opposant son club aux biélorusses de Bate Borisov, le portugais se fait exclure dès la troisième minute de jeu pour avoir taclé violemment un adversaire au milieu de terrain. Cette exclusion n'aura pas été fatale, le Fenerbahçe parvenant néanmoins à passer le tour (0-0, 1-0) mais Meireles sera, pendant plusieurs jours, la cible des critiques de la presse, des commentateurs sportifs et surtout des dirigeants du club. Plusieurs sources rapportaient que l'ex-joueur des Reds et des Blues risquait une sanction de la part de la direction du club turc, mais ce ne fut pas le cas car Aykut Kocaman lui donnait une chance de se racheter en le mettant dans l'effectif de départ lors d'un match de championnat opposant le Fener au  Kasımpaşa. Le natif de Porto ne décevait pas son entraîneur en réalisant une belle prestation, sa première depuis le derby contre Galatasaray.
En juillet 2016, il quitte le club turc.

### Sélection
Il est souvent convoqué pour jouer en équipe nationale, ainsi en 2000, il est champion d'Europe des moins de 16 ans. Il fait également partie de l'équipe portugaise qui termine 3e du championnat d'Europe des moins de 21 ans 2004, ce qui lui permet d'être présent aux Jeux olympiques d'été de 2004 à Athènes.
Raul Meireles dispute sa première compétition lors de l'Euro 2008 dans laquelle il inscrit un but face à la Turquie lors du premier match de poules. Il récidive lors de la Coupe du monde 2010 en marquant un but face à la Corée du Nord au premier tour.
Il n'est pas retenu pour disputer l'Euro 2016 en France.

## Statistiques
| Saison                | Club                   | Championnat           | Championnat | Championnat | Championnat | Coupe nationale | Coupe nationale | Coupe nationale | Coupe de la Ligue | Coupe de la Ligue | Coupe de la Ligue | Supercoupe | Supercoupe | Supercoupe | Compétition(s) continentale(s) | Compétition(s) continentale(s) | Compétition(s) continentale(s) | Compétition(s) continentale(s) | Total | Total | Total |
| Saison                | Club                   | Division              | M.          | B.          | P.d.        | M.              | B.              | P.d.            | M.                | B.                | P.d.              | M.         | B.         | P.d.       | Comp.                          | M.                             | B.                             | P.d.                           | M.    | B.    | P.d.  |
| 2003-2004             | Boavista FC            | D1                    | 29          | 0           | 2           | -               | -               | -               | -                 | -                 | -                 | -          | -          | -          | -                              | -                              | -                              | -                              | 29    | 0     | 2     |
| Sous-total            | Sous-total             | Sous-total            | 29          | 0           | 2           | -               | -               | -               | -                 | -                 | -                 | -          | -          | -          | -                              | -                              | -                              | -                              | 29    | 0     | 2     |
| 2001-2002             | Desportivo Aves (prêt) | D2                    | 16          | 0           | -           | -               | -               | -               | -                 | -                 | -                 | -          | -          | -          | -                              | -                              | -                              | -                              | 16    | 0     | 0     |
| 2002-2003             | Desportivo Aves (prêt) | D2                    | 26          | 1           | -           | -               | -               | -               | -                 | -                 | -                 | -          | -          | -          | -                              | -                              | -                              | -                              | 26    | 1     | 0     |
| Sous-total            | Sous-total             | Sous-total            | 42          | 1           | -           | -               | -               | -               | -                 | -                 | -                 | -          | -          | -          | -                              | -                              | -                              | -                              | 42    | 1     | 0     |
| 2004-2005             | FC Porto               | D1                    | 13          | 0           | 0           | -               | -               | -               | -                 | -                 | -                 | -          | -          | -          | C1                             | 1                              | 0                              | 0                              | 14    | 0     | 0     |
| 2005-2006             | FC Porto               | D1                    | 18          | 2           | 0           | 3               | 0               | -               | -                 | -                 | -                 | -          | -          | -          | C1                             | 1                              | 0                              | 0                              | 22    | 2     | 0     |
| 2006-2007             | FC Porto               | D1                    | 25          | 3           | 1           | 1               | 0               | 0               | -                 | -                 | -                 | 1          | 0          | 0          | C1                             | 7                              | 1                              | 0                              | 34    | 4     | 1     |
| 2007-2008             | FC Porto               | D1                    | 28          | 4           | 4           | 3               | 0               | 0               | -                 | -                 | -                 | 1          | 0          | 0          | C1                             | 8                              | 0                              | 0                              | 40    | 4     | 4     |
| 2008-2009             | FC Porto               | D1                    | 28          | 4           | 7           | 4               | 1               | 1               | -                 | -                 | -                 | 1          | 0          | 0          | C1                             | 10                             | 0                              | 3                              | 43    | 5     | 11    |
| 2009-2010             | FC Porto               | D1                    | 25          | 2           | 4           | 4               | 2               | 0               | 1                 | 0                 | 0                 | 1          | 0          | 1          | C1                             | 8                              | 0                              | 1                              | 39    | 4     | 6     |
| 2010-2011             | FC Porto               | D1                    | 0           | 0           | 0           | -               | -               | -               | -                 | -                 | -                 | 1          | 0          | 0          | -                              | -                              | -                              | -                              | 1     | 0     | 0     |
| Sous-total            | Sous-total             | Sous-total            | 137         | 15          | 16          | 15              | 3               | 1               | 1                 | 0                 | 0                 | 5          | 0          | 1          | -                              | 35                             | 1                              | 4                              | 193   | 19    | 22    |
| 2010-2011             | Liverpool FC           | PL                    | 33          | 5           | 5           | 1               | 0               | 0               | -                 | -                 | -                 | -          | -          | -          | C3                             | 7                              | 0                              | 1                              | 41    | 5     | 6     |
| 2011-2012             | Liverpool FC           | PL                    | 2           | 0           | 1           | -               | -               | -               | 1                 | 0                 | 0                 | -          | -          | -          | -                              | -                              | -                              | -                              | 3     | 0     | 1     |
| Sous-total            | Sous-total             | Sous-total            | 35          | 5           | 6           | 1               | 0               | 0               | 1                 | 0                 | 0                 | -          | -          | -          | -                              | 7                              | 0                              | 1                              | 44    | 5     | 7     |
| 2011-2012             | Chelsea FC             | PL                    | 28          | 2           | 3           | 6               | 2               | 2               | -                 | -                 | -                 | -          | -          | -          | C1                             | 11                             | 2                              | 1                              | 45    | 6     | 6     |
| 2012-2013             | Chelsea FC             | PL                    | 3           | 0           | 0           | -               | -               | -               | -                 | -                 | -                 | -          | -          | -          | -                              | -                              | -                              | -                              | 3     | 0     | 0     |
| Sous-total            | Sous-total             | Sous-total            | 31          | 2           | 3           | 6               | 2               | 2               | -                 | -                 | -                 | -          | -          | -          | -                              | 11                             | 2                              | 1                              | 48    | 6     | 6     |
| 2012-2013             | Fenerbahçe             | D1                    | 22          | 2           | 3           | 3               | 0               | 0               | -                 | -                 | -                 | -          | -          | -          | C3                             | 8                              | 1                              | 0                              | 33    | 3     | 3     |
| 2013-2014             | Fenerbahçe             | D1                    | 20          | 1           | 2           | -               | -               | -               | -                 | -                 | -                 | -          | -          | -          | C1                             | 4                              | 1                              | 0                              | 24    | 2     | 2     |
| 2014-2015             | Fenerbahçe             | D1                    | 23          | 2           | 2           | 3               | 0               | 1               | -                 | -                 | -                 | 1          | 0          | 0          | C3                             | 8                              | 1                              | 0                              | 35    | 3     | 3     |
| 2015-2016             | Fenerbahçe             | D1                    | 11          | 1           | 0           | 3               | 0               | 1               | -                 | -                 | -                 | -          | -          | -          | C1+C3                          | 2+5                            | 0                              | 0+1                            | 21    | 1     | 2     |
| Sous-total            | Sous-total             | Sous-total            | 76          | 6           | 7           | 9               | 0               | 2               | -                 | -                 | -                 | 1          | 0          | 0          | -                              | 19                             | 2                              | 1                              | 105   | 8     | 10    |
| Total sur la carrière | Total sur la carrière  | Total sur la carrière | 350         | 29          | 34          | 31              | 5               | 5               | 2                 | 0                 | 0                 | 6          | 0          | 1          | -                              | 72                             | 5                              | 7                              | 461   | 39    | 47    |

## Palmarès
FC Porto
- Champion du Portugal en 2006, 2007, 2008 et 2009
- Vainqueur de la Coupe du Portugal en 2006 et 2009
- Vainqueur de la Supercoupe du Portugal en 2004, 2006 et 2009
- Vainqueur de la Coupe intercontinentale en 2004

 Chelsea FC
- Vainqueur de la Coupe d'Angleterre en 2012
- Vainqueur de la Ligue des Champions en 2012

 Fenerbahçe SK
- Vainqueur de la Coupe de Turquie en 2013
- Vainqueur du Championnat de Turquie en 2014